# Šašamane
Šašamane (Geez: ሻሸመኔ) je grad u središnjoj Etiopiji. Nalazi se u Zoni Zapadni Arsi u Regiji Oromija, oko 240 km jugoistočno od Adis Abebe. Grad leži na 2.008 metara nadmorske visine. Pored grada prolazi magistralna transafrička prometnica Kairo-Cape Town.
Pored grada nalaze se poznato odmaralište Vondo Genet i Rezervat Senkele.

## Znamenitosti
Etiopski car Haile Selasije je 1948. godine poklonio 500 hektara (2.0 km²) zemljišta pored grada, nevladinoj organizaciji Ethiopian World Federation, koja se bavi mogućnošću povratka Afroamerikanaca u svoju pradomovinu Afriku. Od tada do danas, Šašamane je postao neformalno sjedište rastafarijanaca i to uglavnom iz Jamajke, koji su se počeli i naseljavati u gradu. Organizacija ima oko 200 službenika, i velik ugled među sljedbenicima rastafarijanizma širom svijeta.

## Vanjske poveznice
- The town that Rastafarians built na portalu BBC News